# أليكس بينيدا شاكون
أليكس بينيدا شاكون (بالإسبانية: Álex Pineda Chacón)‏ (19 ديسمبر 1969 في هندوراس - ) هو لاعب كرة قدم هندوراسي في مركز الوسط. شارك مع منتخب هندوراس لكرة القدم. أما مع النوادي، فقد لعب مع كولومبوس كرو ولوس أنجلوس غلاكسي وميامي فيوشن ونادي سبورتينغ كريستال ونيو إنجلاند ريفولوشن ونادي ديبورتيفو أوليمبيا ونادي كوريكامينوس ‏ وأتلانتا سيلفرباكس.

## وصلات خارجية
- أليكس بينيدا شاكون على موقع الاتحاد الدولي (مؤرشف)  (الإنجليزية)
- أليكس بينيدا شاكون على موقع الدوري الأمريكي (الإنجليزية)
- أليكس بينيدا شاكون على موقع قاعدة بيانات كرة القدم.إي يو (الإنجليزية)
- أليكس بينيدا شاكون على موقع ناشيونال فوتبول تيمز (الإنجليزية)
- أليكس بينيدا شاكون على موقع عالم كرة القدم.نت (الإنجليزية)